# 194-мм пушка Фийю большой мощности образца 1917 года
194-мм пушка Фийю большой мощности образца 1917 года (фр. Canon de 194 mle 1917 Grand Puissance Filloux (GPF)) — первая французская самоходная гусеничная пушка. Разработанная в конце Первой мировой войны, являлась новаторским оружием со многими современными функциями.

## История
Самоходная артиллерийская установка была разработана на заводе Шнедера в Ле-Крёзо (Schneider's Le Creusot). Первоначально планировалось вооружить её 155-мм пушкой, но в итоге было выбрано орудие калибра 194 мм. Несколько образцов были вооружены модифицированной осадной 280-мм мортирой Шнейдера образца 1914/15 годов, стрелявшей огромным снарядом массой 200–270 кг. эта версия была известна как «М280 на гусеницах» (M 280 sur chenilles). Оба орудия использовали одинаковое шасси и были оснащены двигателем Panhard SUK4 M2 мощностью 120 лошадиных сил (89 кВт). Ствол калибра 194 мм мог стрелять со скоростью 2 выстрела в минуту на 22,5 км снаряд весил: 44.9 кг. Транспортно-заряжающая машина, следовавшая за самоходной, имела 60 выстрелов. 
По сравнению с британской гусеничной САУ Gun Carrier Mark I, Canon de 194 GPF была намного более продвинутой: ею управлял только один человек, имелись гидравлические тормоза, а орудие имело автоматически регулируемые механизмы отдачи и пневматические рекуператоры.
После Первой мировой войны все шасси М280 были переоборудованы под 194-мм пушку. Приблизительно 50 САУ всё ещё использовались во время Второй мировой войны, некоторые применялись для защиты от вторжения немецких войск. Оставшиеся исправные машины были приняты на вооружение Вермахта и обозначены в немецкой номенклатуре как 19.4 cm Kanone 485 (f) auf Selbstfahrlafette. Примерно три из них были использованы немцами в военных действиях против СССР в 1942 году, служа в 84-м артиллерийском полку. В частности, были задействованы при штурме Севастополя.
Два экземпляра после капитуляции Франции попало итальянцам, которые в дальнейшем, получив обозначение Cannone da 194/32, использовали их в качестве артиллерии береговой обороны недалеко от Рима.

## Сохранившиеся экземпляры
Единственный сохранившийся пример можно найти в Артиллерийском музее Армии США в Форт-Силл.